# Иван Грозни убива сина си
Иван Грозни убива сина си (на руски: Иван Грозный убивает своего сына), както и Иван Грозни и неговият син Иван на 16 ноември 1581 година (на руски: Иван Грозный и сын его Иван 16 ноября 1581 года) е картина на руския художник Иля Репин, рисувана в периода 1881 – 1885 г.
Картината е на историческа тематика от историята на Русия и изобразява сцената, когато първият руски цар Иван Грозни в изблик на гняв е нанесъл смъртоносен удар с жезъл на своя син Иван Иванович. Реализмът на картината е покъртителен, представяйки бащината мъка и разкаяние от една страна, и от друга – кротостта на умиращата рожба.
През 2013 г. група руски православни от патриотичното движение „Света Русия“ излиза с призив платното на Иля Репин „Иван Грозни и неговия син Иван на 16 ноември 1581 година“ да бъде свалено от постоянната експозиция на Третяковската галерия, част от която то е вече повече от век, тъй като накърнява патриотичните чувства на руския народ и подвежда учениците – не съществували доказателства Иван Грозни да е убивал сина си. В отговор на призива директорът на Третяковската галерия Ирина Лебедева заявява, че не намира за необходимо да уважи искането, тъй като според нея това е пиар на движение „Света Русия“ и за подобно решение трябва да се проведе по-широка дискусия.